# Lula Carballo
Lula Carballo, née le 16 février 1988 en Uruguay est une autrice, poète et artiste québécoise.

## Biographie
Née le 16 février 1988 en Uruguay, Lula Carballo est arrivée au Québec à l'âge de 15 ans. Elle a complété une maîtrise en création littéraire à l'Université du Québec à Montréal.  
Auparavant, après un stage en milieu de travail auprès d'un écrivain, Guillaume Vigneault, elle fréquente le Cégep du Vieux Montréal où l'écrivaine Élise Turcotte est son professeure de création littéraire. Cette dernière lui permet de prendre contact avec Geneviève Thibault, éditrice chez Le Cheval d'août. Elle y publie son premier livre, Créatures du hasard, en avril 2018, qui obtient un succès notable lui permettant d'être finaliste du Prix des collégiens 2019. Elle voit aussi le Festival international de la littérature (FIL) offrir une lecture intégrale de son récit, le 25 septembre 2019, interprété par Laetitia Isambert, à la salle Claude-Léveillée de la Place des Arts de Montréal. En 2019, Radio-Canada la qualifie de « jeune autrice à surveiller ». La maison de production Films Cosmos fera l'adaptation cinématographique de Créatures du hasard sous la direction de Nadine Gómez en 2025.  
En plus d'être écrivaine, elle a co-dirigé trois numéros de la revue Mœbius en 2021. Elle a aussi été interprète espagnol-français pour la Commission de l'immigration et du statut de réfugié du Canada, aide-bibliothécaire et a travaillé dans un casino,,. C'est d'ailleurs dans un casino que se situe l'intrigue de son roman Maquina, sorti en 2024 chez Leméac Éditeur. Elle donne des ateliers de création artistique, axés sur l'univers du livre d'art fait à la main à la Bibliothèque L'Octogone, après avoir remporté une résidence d'écriture et de médiation culturelle dans les bibliothèques publiques montréalaises en 2022, assortie d'une bourse de 15 000 $.  
En 2024, elle fait paraître son premier recueil de poésie, post-espoir, aux Éditions du Noroît. Elle y aborde la reconstruction de soi après avoir subi la violence, dans une approche qui mêle photographies, dialogues, faits divers et récits intimes.  
Son prochain livre abordera les limites de l'admiration et son obsession sur l'artiste française Sophie Calle.    

## Œuvres

### Romans
- Créatures du hasard, Montréal, Le Cheval d'août, 2018, 160 p. (ISBN 978-2-924491-27-0)
- Maquina, Montréal, Leméac Éditeur, 2024, 192 p. (ISBN 978-2-7609-4943-0)

### Littérature jeunesse
- Ensemble nous voyageons (ill. Kesso, en collaboration avec Catherine Anne Laranjo), Montréal, Dent-de-lion, 2021, 36 p. (ISBN 9782924926062)
- Offrandes (ill. Kesso), Montréal, Dent-de-lion, 2025, 32 p. (ISBN 9782924926345)

### Poésie
- post-espoir, Montréal, Noroît, 2024, 72 p. (ISBN 9782897664770)

## Prix et honneurs
- 2018-2019: Finaliste du Prix des rendez-vous du premier roman - Lectures plurielles pour Créatures du hasard[12]
- 2019: Finaliste du Prix des collégiens pour Créatures du hasard[13]